# Henry Wallis
Henry Wallis (ur. 21 lutego 1830 w Sutton, zm. 20 grudnia 1916 w Croydon) – angielski malarz, pisarz i kolekcjoner z kręgu prerafaelitów.

## Życiorys
Uczył się w akademii Francisa Stephena Cary’ego, a także w Paryżu, w studiu Charlesa Gleyrego. Wystawiał swoje prace w Royal Academy od 1854 do 1877 roku, do 1893 roku głównie wystawiał w Londynie, m.in. w Old Water Colour Society. Poznał George’a Mereditha, który pozował mu do obrazu The Death of Chatterton (zob. Thomas Chatterton); z jego żoną Mary Meredith (ur. 1821, zm. 1861), która zostawiła męża w 1857 roku wyjechał na Capri w 1858 roku. Podróżował po Włoszech i Bliskim Wschodzie. Z podróży po Bliskim Wschodzie przywiózł wiele akwarelowych pejzaży. Porzucił malarstwo i zajął się badaniem sztuki orientalnej i włoskiej, o których pisał artykuły w latach 1885–1907. Napisał kilka książek o włoskiej i perskiej ceramice; swoje publikacje własnoręcznie ilustrował. Był także kolekcjonerem.

## Twórczość
Jest zaliczany do prereafaelitów, jako jeden z ostatnich przedstawicieli tego nurtu. Zajmował się głównie malarstwem olejnym i akwarelą, jego prace doceniał m.in. John Ruskin. 
Wybrane dzieła:
- The Death of Chatterton(inne języki) (1856, Tate Gallery[4])[2] – obraz zaprezentowano w Royal Academy w 1856 roku oraz na wystawie światowej(inne języki) w Paryżu w 1869 roku[4]
- The Stonebreaker(inne języki) (1857[2], Birmingham Museum and Art Gallery[6])

## Galeria

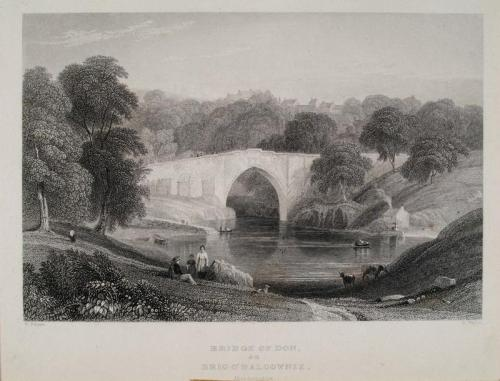
Bridge of Don or Brig O' Balgownie, Aberdeenshire (1835)
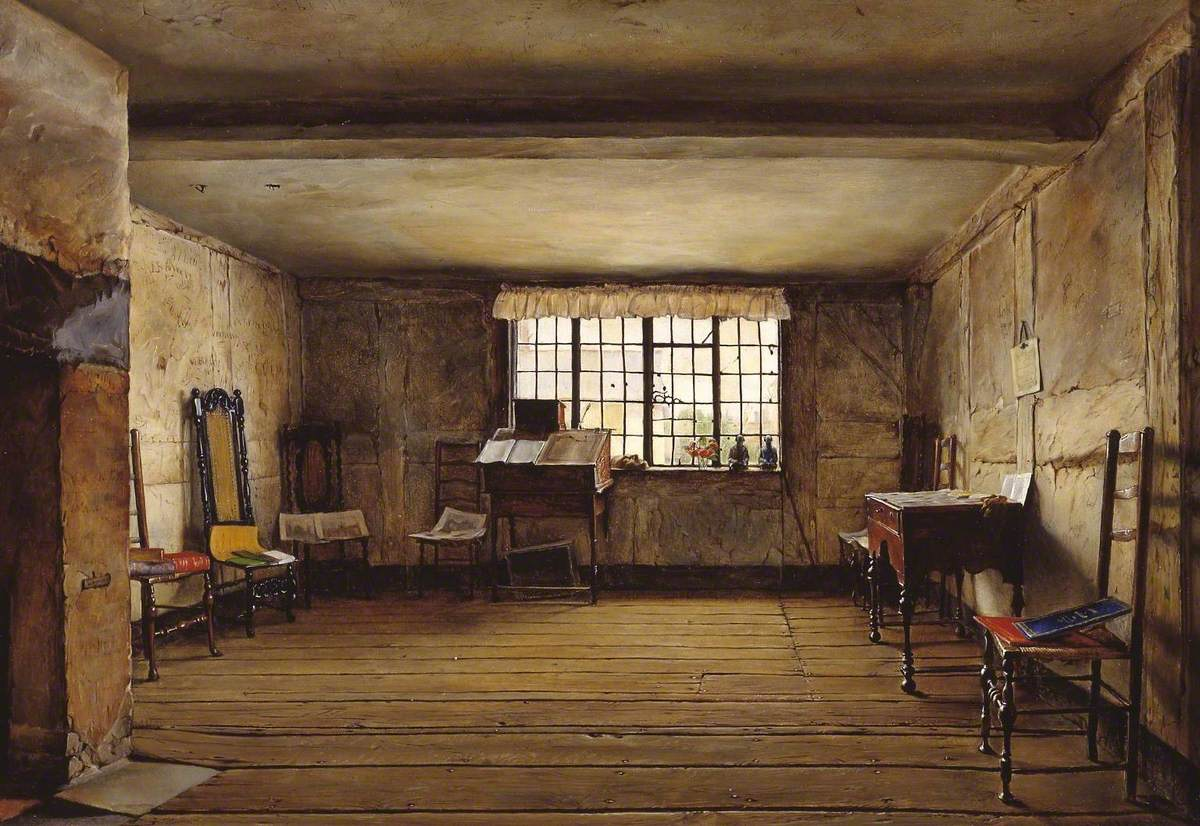
The Room in Which Shakespeare Was Born (1853)
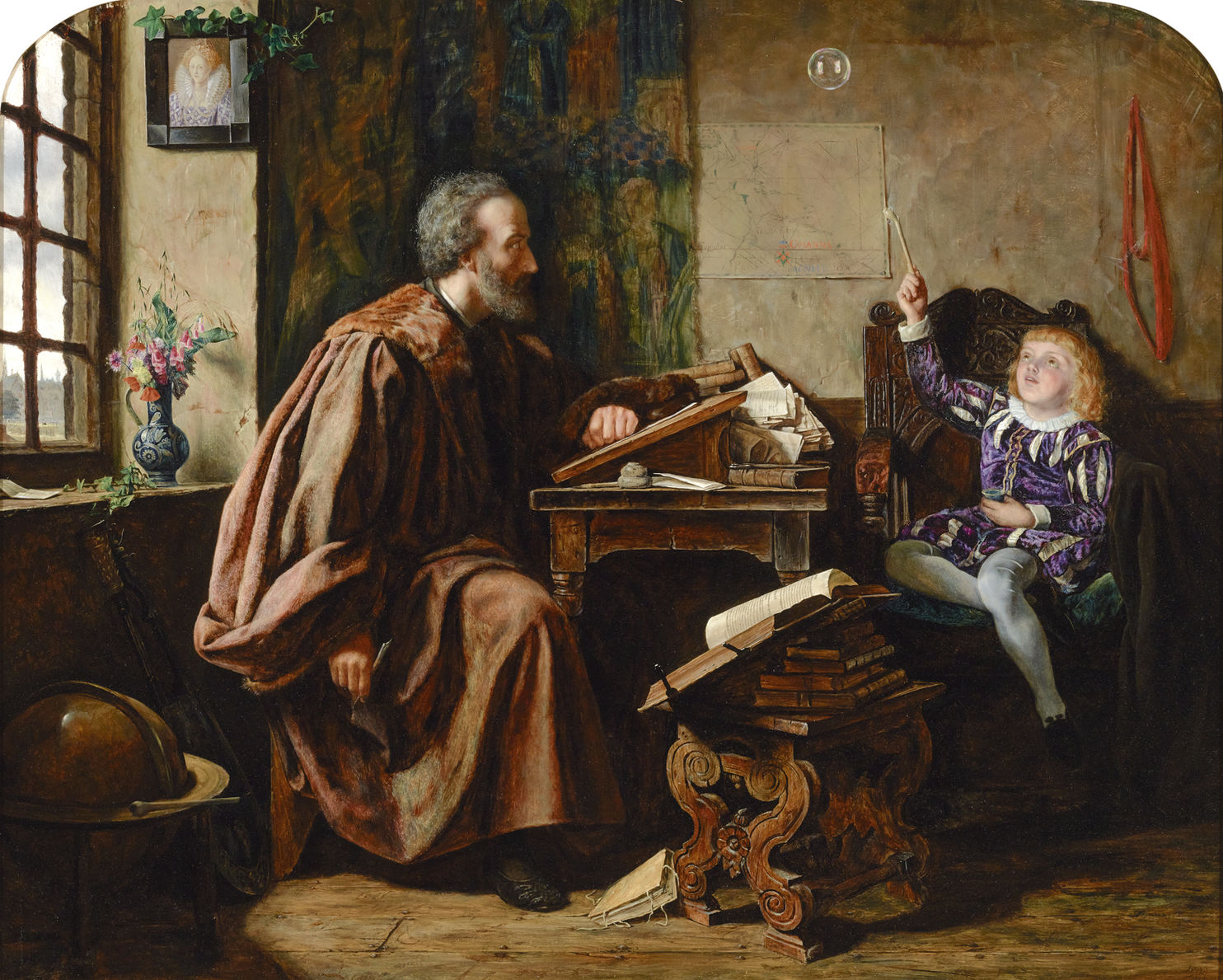
Sir Walter Raleigh in the Tower (1856)
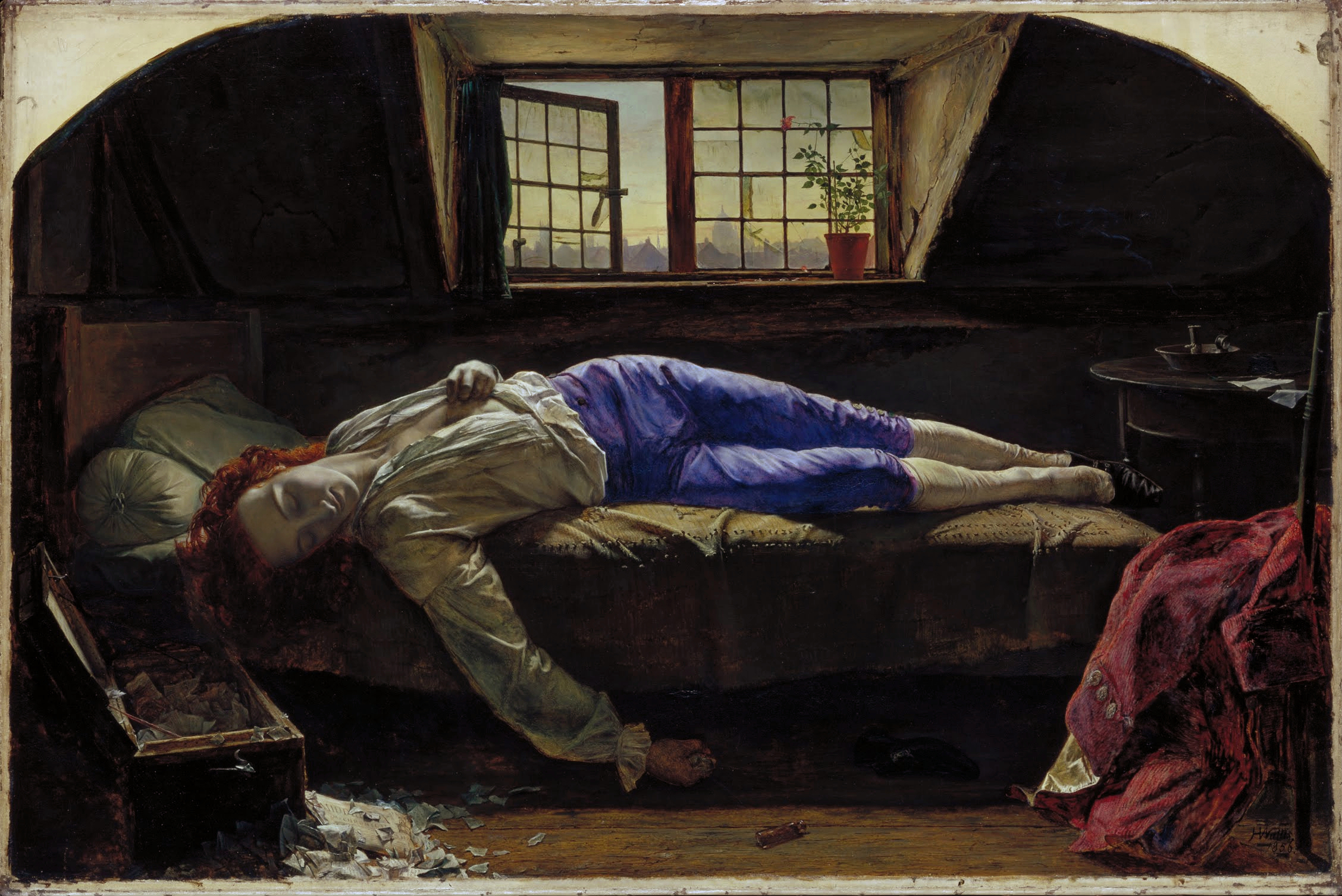
The Death of Chatterton (1856)
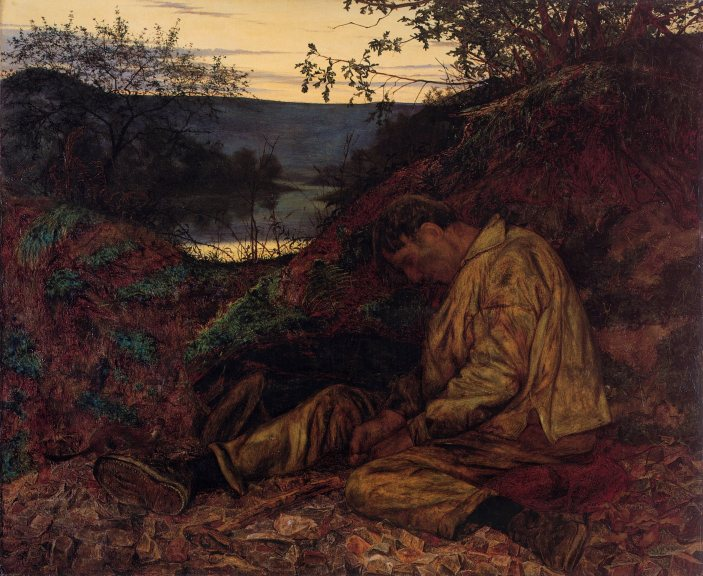
The Stonebreaker (1857)
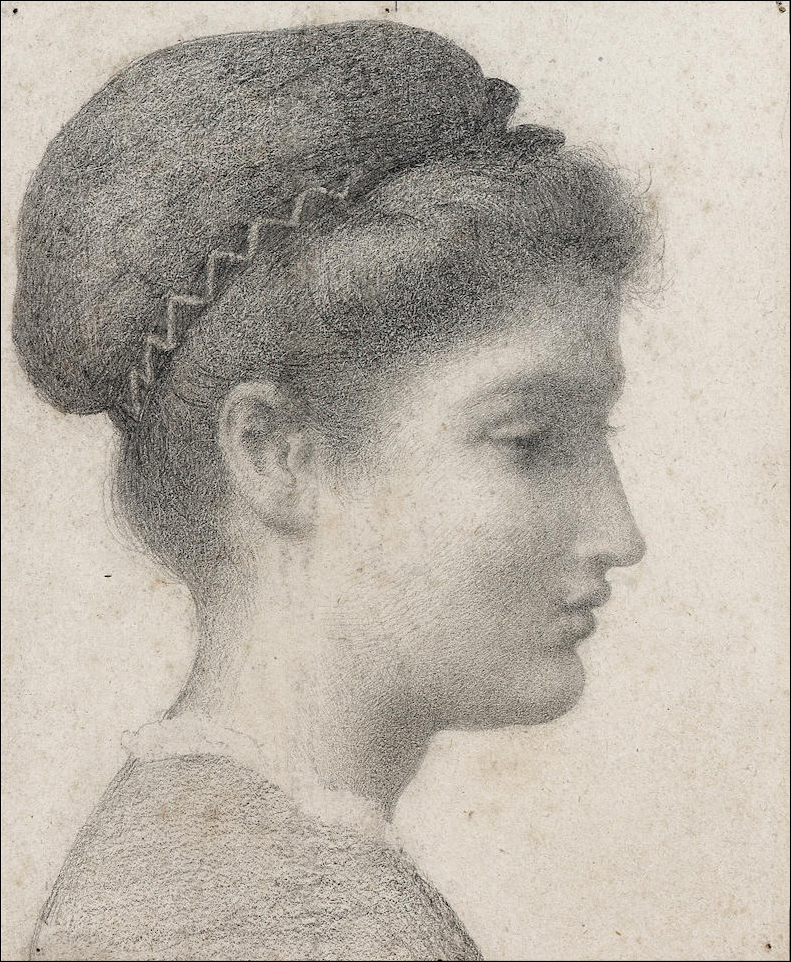
Portret Mary Meredith
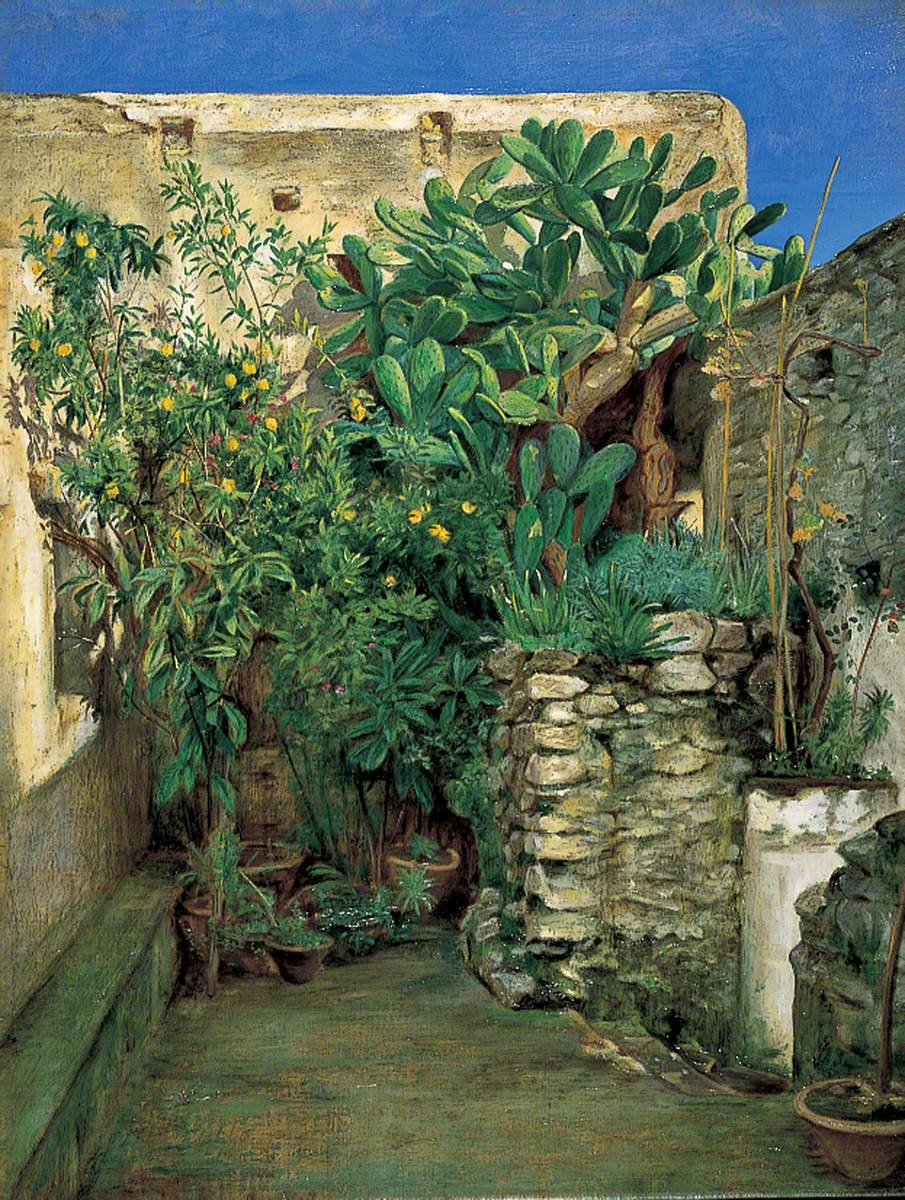
Corner of an Eastern Courtyard (1870)
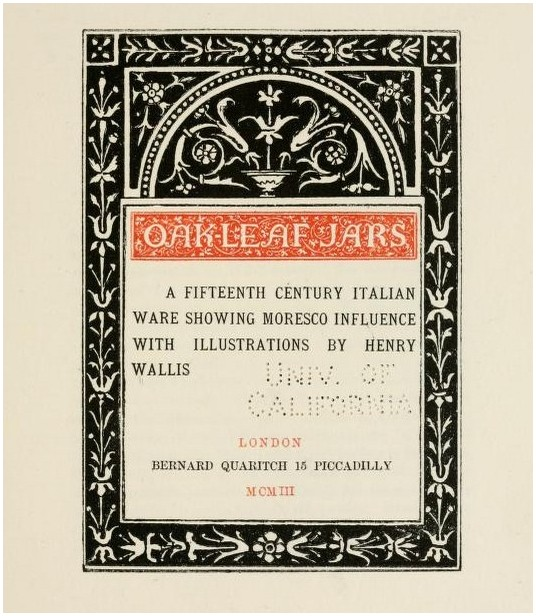
Okładka książki o ceramice (1903)